# Sun Line
Die Sun Line war eine griechische Reederei, die seit 1958 mehrere Kreuzfahrtschiffe betrieb. 1995 fusionierte sie mit der Epirotiki Lines zu Royal Olympic Cruises.

## Geschichte
Die vom griechischen Reeder Charalambos Keusseoglou gegründete Sun Line nahm ihren Betrieb 1958 mit der ehemaligen Korvette HMCS Hespeler auf, die sie nach einem Umbau zum Kreuzfahrtschiff  als Stella Maris betrieb. In den kommenden Jahren wurde das Schiff sehr populär und die Sun Line konnte sich als Reederei im gehobenen Sektor etablieren.
1965 wurde die Stella Maris verkauft und durch die fast doppelt so große Bremerhaven ersetzt, die nach Umbauarbeiten 1966 als Stella Maris II den Dienst aufnahm. 1967 folgte mit der im Jahr zuvor angekauften Stella Oceanis (ehemals Aphrodite) eine zweite Einheit im Einsatz für die Reederei. 1970 wurde mit dem ehemaligen Linienpassagierschiff Cambodge das größte Schiff in der Flotte der Sun Line angekauft. Nach aufwendigen Umbauarbeiten nahm es im Juni 1973 unter dem Namen Stella Solaris den Dienst als neues Flaggschiff der Reederei auf.
Die Schiffe der Sun Line waren vorwiegend im Mittelmeer und in der Karibik im Einsatz, liefen aber auch andere Häfen weltweit an.
1995 fusionierte die Sun Line mit der zuvor konkurrierenden Epirotiki Lines zur neuen Reederei Royal Olympic Cruises und hörte somit auf, unter ihrem alten Namen zu existieren. Royal Olympic Cruises geriet ab der Jahrtausendwende in zunehmende finanzielle Schwierigkeiten und wurde 2005 nach ihrer Insolvenz aufgelöst. Die Stella Oceanis und Stella Solaris gingen 2003 zum Abbruch nach Indien, die ehemalige Stella Maris II folgte 2008.

## Flotte
| Jahr        | Name            | Tonnage    | Werft                                       | Verbleib                                                     |
| 1958 (1944) | Stella Maris    | 1.370 BRT  | Henry Robb, Leith                           | 1965 verkauft, 1966 ausgebrannt und in La Spezia abgewrackt. |
| 1966 (1960) | Stella Maris II | 2.694 BRT  | Adler Werft, Bremen                         | 1995 an Royal Olympic Cruises, 2008 in Alang abgewrackt.     |
| 1966 (1965) | Stella Oceanis  | 3.963 BRT  | Cantieri Riuniti dell’Adriatico, Monfalcone | 1995 an Royal Olympic Cruises, 2003 in Alang abgewrackt.     |
| 1970 (1953) | Stella Solaris  | 10.595 BRT | Ateliers et Chantiers de France, Dunkerque  | 1995 an Royal Olympic Cruises, 2003 in Alang abgewrackt.     |